# بوئنا ویستا (میامی)
بوئنا ویستا (به انگلیسی: Buena Vista) یک منطقهٔ مسکونی در ایالات متحده آمریکا است که در جنوب هائیتی کوچک و در شمال میامی واقع شده‌است.
بوئنا ویستا عمدتاً یک محله مسکونی با خانه‌های تاریخی تک‌خانواده‌ای است که عمدتاً مربوط به دهه ۱۹۲۰ است. منطقه تاریخی شرقی بوئنا ویستا در بوئنا ویستا واقع شده‌است و شامل برخی از قدیمی‌ترین خانه‌های این محله است. بوئنا ویستا ۹٬۰۵۸ نفر جمعیت دارد.